# Gilberto Drengot
Gilberto Drengot, detto anche Gisleberto, e soprannominato Buatère (Normandia, 985 circa – ottobre 1018), è stato un cavaliere medievale normanno che guidò il primo gruppo di normanni avventurieri nell'Italia meridionale.

## Biografia
Le principali fonti storiche sulla vita e le imprese di Gilberto sono le opere degli storici Amato di Montecassino e Guglielmo di Apulia, suoi contemporanei.
Gisleberto era appartenente alla famiglia Drengot Quarrell, originaria di Villena, una località vicino Alençon, in Normandia. Gilberto aveva quattro fratelli: Rainulfo, Asclettino, Osmondo e Rodolfo.
Osmondo, il fratello maggiore di Gilberto, aveva ucciso una persona vicina al duca Riccardo II di Normandia e perciò, con l'accusa di tale assassinio, fu bandito dal regno. Così lui e tutti i suoi fratelli accompagnarono (insieme ad una masnada di 250 guerrieri composta da altri esiliati, militari senza terra e avventurieri simili) in un pellegrinaggio a Monte Sant'Angelo sul Gargano, al santuario dell'arcangelo-soldato Michele (1017). Alcune fonti affermano che i guerrieri Normanni fecero una tappa anche a Roma per incontrare papa Benedetto VIII. Le fonti divergono sul capo della compagnia di ventura: Orderico Vitale e Guglielmo di Jumièges dicono che fosse Osmondo. Per Rodolfo il Glabro era Rodolfo. Leone Ostiense, Amato di Montecassino e Ademaro di Chabannes nominano invece Gilberto Buatère: infatti la maggior parte delle cronache dell'Italia meridionale indicano in Gilberto il capo normanno nella battaglia di Canne (1º ottobre 1018).
In Puglia i normanni guidati dai Drengot cominciarono ad offrire la loro protezione, dietro pagamento di un compenso, ai pellegrini diretti al santuario, in modo da metterli al riparo dalle scorrerie degli altri predoni, facendosi presto conoscere per la loro valentia nelle armi.
Fu così che si unirono alle forze di Melo di Bari, il quale, dopo la fallita rivolta antibizantina del 1009-1011, cercava quel sostegno militare che scarseggiava tra i longobardi e che l'imperatore Enrico II gli aveva negato. Ma la battaglia combattuta a Canne (1º ottobre 1018) fu per gli insorti un vero disastro: le truppe furono decimate dai bizantini di Basilio Boioannes e il loro capo, Gilberto, cadde in battaglia (secondo un'altra versione eliminato dopo la battaglia dallo stesso Rainulfo, che ne prese il posto). I superstiti della banda trovarono comunque rifugio ad Ariano, sull'Appennino campano, sede di un'importante contea longobarda; qui, nel giro di qualche anno, riuscirono a usurpare il potere, tanto che la contea normanna di Ariano venne formalmente riconosciuta dall'imperatore Enrico II di Franconia già nel 1022.
Successivamente Rainulfo Drengot sarebbe emerso come capo indiscusso delle rimanenti milizie normanne che, a loro volta, dalla Puglia dovettero ritirarsi in Campania.